# WTA Tour Championships 2005 - Singolare
Il singolare del WTA Tour Championships 2005 è stato un torneo di tennis facente parte del WTA Tour 2005.
Marija Šarapova era la detentrice del titolo, ma ha perso in semifinale contro Amélie Mauresmo.
Amélie Mauresmo ha battuto in finale Mary Pierce con il punteggio di 5–7, 7–6, 6–4.

## Teste di serie
1. (1)  Lindsay Davenport (semifinali)
2. (2)  Kim Clijsters (round robin)
3. (3)  Marija Šarapova (semifinali)
4. (4)  Amélie Mauresmo (campionessa)

1. (5)  Mary Pierce (finale)
2. (8)  Patty Schnyder (round robin)
3. (9)  Nadia Petrova (round robin)
4. (10)  Elena Dement'eva (round robin)

Note:
- Justine Henin-Hardenne si era qualificata, ma non ha partecipato a causa di un infortunio al bicipite femorale.

## Tabellone

### Legenda
| - Q = Qualificato - WC = Wild card - LL = Lucky loser | - ALT = Alternate - SE = Special Exempt - PR = Protected Ranking | - w/o = Walkover - r = Ritirato - d = Squalificato |

### Finali
|  | Semifinali | Semifinali        | Semifinali        | Semifinali | Semifinali |  |  | Finale | Finale          | Finale | Finale | Finale |  |
|  |            |                   |                   |            |            |  |  |        |                 |        |        |        |  |
|  | 5          | Mary Pierce       | Mary Pierce       | 7          | 7          |  |  |        |                 |        |        |        |  |
|  | 1          | Lindsay Davenport | Lindsay Davenport | 6          | 6          |  |  | 5      | Mary Pierce     | 7      | 6      | 4      |  |
|  | 3          | Marija Šarapova   | Marija Šarapova   | 6          | 3          |  |  | 4      | Amélie Mauresmo | 5      | 7      | 6      |  |
|  | 4          | Amélie Mauresmo   | Amélie Mauresmo   | 7          | 6          |  |  |        |                 |        |        |        |  |

### Gruppo Nero
|   |                  | Clijsters        | Mauresmo      | Pierce           | Dement'eva | RR W–L | Set W–L | Game W–L | Posizione |
| 2 | Kim Clijsters    |                  | 3–6, 6(4)–7   | 1–6, 6–4, 6(2)–7 | 6–2, 6–3   | 1–2    | 3–4     |          | 3         |
| 4 | Amélie Mauresmo  | 6–3, 7–6(4)      |               | 6–2, 4–6, 2–6    | 6–2, 6–3   | 2–1    | 5–2     |          | 2         |
| 5 | Mary Pierce      | 6–1, 4–6, 7–6(2) | 2–6, 6–4, 6–2 |                  | 6–2, 6–3   | 3–0    | 6–2     |          | 1         |
| 8 | Elena Dement'eva | 2–6, 3–6         | 2–6, 3–6      | 2–6, 3–6         |            | 0–3    | 0–6     |          | 4         |

La classifica viene stilata in base ai seguenti criteri: 1) Numero di vittorie; 2) Numero di partite giocate; 3) Scontri diretti (in caso di due giocatori pari merito ); 4) Percentuale di set vinti o di games vinti (in caso di tre giocatori pari merito ); 5) Decisione della commissione.

### Gruppo verde
|   |                   | Davenport     | Šarapova      | Schnyder      | Petrova       | RR W–L | Set W–L | Game W–L | Posizione |
| 1 | Lindsay Davenport |               | 3–6, 7–5, 4–6 | 6-3, 7–5      | 6-2, 7–6(1)   | 2–1    | 5–2     |          | 2         |
| 3 | Marija Šarapova   | 6-3, 5–7, 6–4 |               | 6-1, 3–6, 6–3 | 1–6, 2–6      | 2–1    | 4–4     |          | 1         |
| 6 | Patty Schnyder    | 3–6, 5–7      | 1–6, 6–3, 3–6 |               | 6-0, 5–7, 6–4 | 1–2    | 3–5     |          | 4         |
| 7 | Nadia Petrova     | 2–6, 6(1)–7   | 6-1, 6–2      | 0–6, 7–5, 4–6 |               | 1–2    | 3–4     |          | 3         |

La classifica viene stilata in base ai seguenti criteri: 1) Numero di vittorie; 2) Numero di partite giocate; 3) Scontri diretti (in caso di due giocatori pari merito ); 4) Percentuale di set vinti o di games vinti (in caso di tre giocatori pari merito ); 5) Decisione della commissione.